# Microtyran d'André
Taeniotriccus andrei
Genre
Espèce
Statut de conservation UICN

 LC  : Préoccupation mineure
Le Microtyran d'André (Taeniotriccus andrei), aussi appelé Todirostre d'André et Tyranneau d'André, est une espèce de passereaux de la famille des Tyrannidae. C'est le seul représentant du genre Taeniotriccus.
Son nom est attribué au naturaliste et botaniste trinitain Eugène André (1861–1922).

## Systématique et distribution
Cet oiseau est représenté par deux sous-espèces selon la classification de référence du Congrès ornithologique international (version 9.1, 2019) :
- Taeniotriccus andrei andrei von Berlepsch & Hartert, 1902 : régions tropicales du sud-est du Venezuela et du nord-ouest de l'Amazonie brésilienne ;
- Taeniotriccus andrei klagesi Todd, 1925 : est de l'Amazonie brésilienne (le long des rios Tapajós et Xingu)[4].